# Signe de Vie
Signe de Vie è il primo EP del gruppo musicale power metal francese Manigance, pubblicato nel 1997 e ristampato nel 2003 con diverse tracce aggiuntive.
Believer è una delle poche canzoni in inglese scritte dai Manigance.

## Tracce
1. Sans Fard - 05:19
2. Signe de Vie - 06:04
3. Ligne Blanche - 04:59
4. Rebelle - 04:39
5. Aube Nouvelle - 04:37
6. Rouge Comme la Peau - 05:29

Tracce aggiuntive della ristampa
1. L'Ultime Seconde (Versione acustica)
2. All the King's Horses (Cover dei Triumph)
3. Carry on the Flame (Cover dei Triumph)
4. Believer
5. Messager (Video)

## Formazione
- Didier Delsaux - voce
- François Merle - chitarra
- Bruno Ramos - chitarra
- Marc Duffau - basso
- Florent Taillandier - tastiere
- Daniel Pouylau - batteria